# Echinostelium
Az Echinostelium az Echinosteliaceae (más néven Echinosteliidae) egyetlen ismert nemzetsége az Amoebozoa Myxogastria csoportja Columellidia kládjában. Heinrich Anton de Bary írta le 1855-ben Frankfurt am Main közelében. Egyes Echinostelium-fajok életciklusában ivaros szakasz is van, mások ivartalanok. Plazmódiuma vegetatívan osztódhat, ezt a valós sejtosztódástól megkülönböztetve plazmotómiának is nevezik.

## Történet
A nemzetséget Heinrich Anton de Bary hozta létre Rostafinsky 1874-es művében, típusfaja az E. minutum. Korábban a protoszteloid amőbák közé sorolták a sporokarpium hasonlósága alapján, az Echinostelium bisporumot korábban Cavostelium bisporum néven szintén ide sorolták plazmódiuma hiánya miatt.
Kang et al. 2017-ben igazolták, hogy a Myxogastria klád tagja, Adl et al. 2019-es rendszertanában pedig a Columellidia ribocsoportba került.
Az Echinosteliopsist korábban bazális nemzetségeként írták le, de Scsepin et al. 2019-ben kimutatták, hogy az még az Echinosteliumnál is bazálisabb. Ez ostoros állapota hiányában különbözik a többi ismert Myxogastria-fajtól. Ugyanez évben Leontyev et al. az Echinosteliidia főrend egyetlen rendje, az Echinosteliales (= Echinosteliida) egyetlen családja, az Echinosteliaceae (= Echinostelidae) egyik nemzetségeként írták le, a Barbeyellától külön, de a tönk nélküli Semimorulát az Echinostelium lehetséges részeként sorolták be.

## Morfológia
Spóratartói általában nem nagyobbak 50 μm-nél, de az Echinostelium novozhilovii spóratartója akár 2,5 mm is lehet. Spórái – bár a hagyományosan „sötét spórájú főrendnek” is nevezett Columellidia tagja – többnyire (a Barbeyella és az Echinostelium australiense kivételével) nem sötétek, hanem színtelenek vagy kevéssé színezettek, sporangiumai pedig alul sötétek, felül fehérek, sárgák, rózsaszínek vagy világosbarnák, ez alól az E. australiense szintén kivétel, mert annak sporangiuma szintén sötét. Columellája azonban van, és rövid. Az Echinostelium minutum szinaptonémás komplexekkel rendelkezik, nukleólusza kétfázisú.
Kapillítiuma egyes fajokban redukálódott vagy megszűnt, ahol jelen van, ott sima, tömör, elágazó, anasztomózist képez, a columellához rögzült. A Semimorula nem rendelkezik tönkkel.
Hypothallusa lehet hagyma- vagy kissé lemezszerű és vöröses vagy barnásfekete.

## Életciklus
Ivaros fajaiban az ivaros állapot az ostoros amőba. Sporokarpikus, termőteste nyugalmi állapotú falas propagulákat termel, melyeket fejlődésük különböztet meg. Az E. bisporum nem rendelkezik plazmódiumállapottal. Plazmódiummal rendelkező fajai plazmódiuma visszafordítható sejtplazmaáramlással rendelkező érszerű fonalak nélküli protoplazmódium.
Tönkje, kis termőteste, ideiglenes perídiuma és az általa lehetővé tett gyors spóraterjesztés és az általa termelt sok spóra miatt r-szelektált.
Az Echinostelium minutum kétféle cisztát – amőba- és plazmódiumcisztát – egyaránt képezhet. Ezek fala egy fonálrétegű gyűrődött, a cisztaállapot végén teljesen feloldódó fal.

## Ökológia
Az E. bisporum gyakori a nedves trópusi erdőkben, de megtalálható mérsékelt övezeti területeken, például Litvániában is.

## Fajai
Legalább 7 ismert faja van Echinostelium néven:
- Echinostelium apitectum K. D. Whitney 1980
- Echinostelium colliculosum K. D. Whitney et H. W. Keller 1980
- Echinostelium corynophorum K. D. Whitney 1980
- Echinostelium fragile Nannenga-Bremekamp 1961
- Echinostelium minutum De Bary in Rostaf. 1874
- Echinostelium bisporum (Olive et Stoian 1966) Whitney, Bennett et Olive 1982[19]
- Echinostelium australiense Knight, Stephenson et Novožilov 2023[6]
- Echinostelium elachiston Alexop. 1958[6]
- Echinostelium ladoi Adamonytė 2006[17]

A Semimorula liquescens és a Barbeyella is az Echinostelium része lehet.

## Genetika
Fiore-Donno et al. 2012-es filogenetikai kutatása alapján a Barbeyella közeli rokona egy Echinostelium-faj, és előbbi spórái sötétek, ez alapján feltehetőnek tekintették, hogy utóbbi egyszerűen nem expresszálja, vagy másodlagosan elvesztette pigmentjeit.

## Filogenetika
Az Echinosteliumon belül jelenhettek meg a Semimorula liquescens és a Barbeyella minutissima is.